# قتل‌عام خارپرت

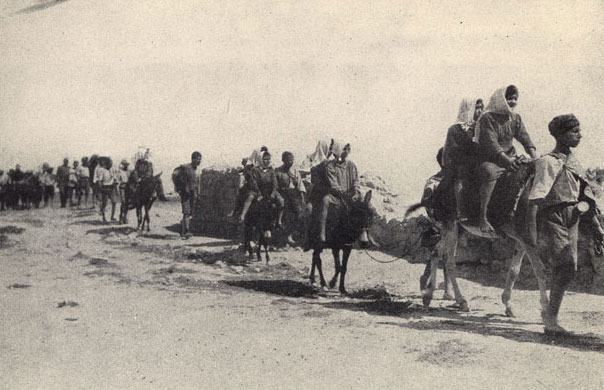
کودکان ارمنی در حال ترک شهر خارپرت با پای پیاده و احشام

قتل‌عام خارپرت قتل‌عامی بود که در سال ۱۹۱۵ میلادی در طی نسل‌کشی ارمنیان بر اهالی علیه ساکنین ارمنی آن شهر توسط نیروهای عثمانی و کُردها صورت گرفت.

## تاریخ

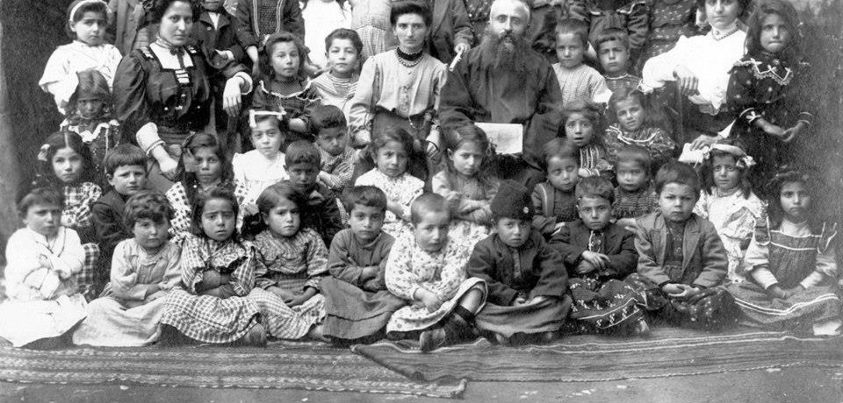
کودکان ارمنی در کودکستان هاکوپ مقدس شهر خارپرت سال ۱۹۰۰ میلادی

شهر «خاربرد» یا «خارپرت» به معنی (قلعه سنگی)، نام کنونی این شهر الازیغ می‌باشد. وجود معادن غنی زیرزمینی از انواع فلزات، به خصوص مس، در نزدیکی شهر خارپرت در رشد اقتصادی این شهر بی تأثیر نبود. حرفهٔ مسگری یکی از مهم‌ترین مشاغل ارمنیان ساکن این شهر محسوب می‌شد و تولید انواع ظروف آشپزخانه که حکاکی‌های زیبایی بر روی آنها نقش بسته بود از هنرهای مختص استادان مسگر اهل خارپرت محسوب می‌شد. آهنگری نیز یکی از مهم‌ترین حرفه‌های رایج در این شهر بود و به حدی شهرت داشت که نام برخی از استادان آن، که از تبحر و مهارت خاصی در این حرفه برخوردار بودند، در برخی از متون تاریخی به ثبت رسیده. قیچی و انواع چاقو از مهم‌ترین کالاهایی بود که تولید می‌شد و متقاضیان فراوانی در خارج از امپراتوری عثمانی داشت. خارپرت به منزلهٔ یکی از شهرهایی که حرفهٔ دشوار دباغی در آن رایج بوده و برخی از ساکنان ارمنی این شهر به آن اشتغال داشته‌اند، همواره در تاریخ حیات اقتصادی ارمنیان غرب مطرح بوده. چرمی که از پوست انواع حیوانات تهیه می‌شد با رنگ‌های مختلفی که از کشورهای خارج از حوزهٔ امپراتوری عثمانی خریداری شده بود رنگ آمیزی و در اختیار استادان کفاش این شهر قرار می‌گرفت.
پارچه بافی نیز از حرفه‌های رایج در میان ارمنیان ساکن در خارپرت بود که کارگاه‌های متعددی در این شهر داشت و اگرچه تولیدات آن دارای کیفیت بالایی بود و معاش شماری از ساکنان این شهر را تأمین می‌کرد به تدریج و با ایجاد کارخانه‌های پارچه بافی در برخی از کشورهای اروپایی دچار رکود شد و از آن پس، استادان پارچه باف ارمنی برای گذران زندگی خویش ناگزیر به منزلهٔ کارگران این کارخانه‌ها مشغول به کار شدند. البته، در سال‌های پایانی قرن نوزدهم میلادی، کارخانه‌ای نیز به دست یکی از خانواده‌های ثروتمند ارمنی احداث شد که بیش از یک صد کارگر را از میان ساکنان ارمنی شهر جذب کرد.
خارپرت در تجارت نیز با رشد همراه بود و ارتباطاتی تجاری با قسطنطنیه داشت. مغازه‌ها و برخی تجارتخانه‌های کوچکی که دراین شهر فعالیت داشتند از ۱۸۶۰ میلادی به بعد با رونق اقتصادی همراه شدند و درآمد قابل توجهی را به خود اختصاص دادند. در اندک زمانی، ارتباطات بازرگانان این ناحیه از مرزهای امپراتوری عثمانی گذشت و برخی از شهرهای ایالات متحده آمریکا را نیز دربر گرفت.

## شاهدان عینی

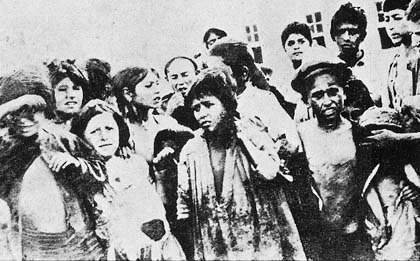
کودکان ارمنی شهر خارپرت عکس گرفته شده توسط ماریا یاکوبسن

ماریا یاکوبسن بین سالهای ۱۹۰۷ تا ۱۹۱۹ میلادیدر شهر «خارپرت» الازیغ کنونی در یک بیمارستان آمریکایی مشغول به کار بود. ماریا در طول اقامت خود در شهر شاهد کشتار ارمنیان بوده و کتابی ۶۰۰ صفحه‌ای از خاطرات خود را نگاشته و علاوه بر خاطرات عکس‌هایی از زنان و کودکان ارمنی تهیه نموده است. ماریا در بین ارمنیان به (مایریک به معنی مادر) معروف بوده است او به پاس تلاشهای انسان دوستانه و نجات هزاران زن و کودک به چندین مدال نائل شده است.
پرستار روت پارملی در دفتر خاطرات خود که در طی قتل‌عام او در شهر خارپرت سکونت داشته نوشته است.
«در سال ۱۹۶۷ میلادی دفتر خاطرات پارملی به صورت کتابی به نام «پیشگام در دره فرات» به تلاش دانشگاه کومیتاس در انگلستان به چاپ می‌رسد.»
همچنین علاوه بر این کتاب، کتاب دیگری به نام «جنایات ترکیه» نوشته جیمز بارتون در سال ۱۹۹۸م به چاپ رسیده که نوشته‌های پرستار پارملی در آن کتاب هم ذکر شده است.
«من تنها پرستار شهر خارپرت بودم و در مراحل آغاز قتل‌عام شاهد دستگیری روشنفکران ارمنی شهر خارپرت بودم. در تاریخ ۱ مه ۱۹۱۵ گروهی از ارمنی‌ها که شامل بازرگانان، کشیش، اساتید دانشگاه و غیره بودند دستگیر شدند. هر چند تعداد کمی از مردان با نفوذ ارمنی شبانه از شهر گریخته بودند. آنان را در زندان خارپرت که سلولهای تنگ آن بزرگتر از یک صندوقچه نبود انداخته بودند آنان تحت شکنجه و فشار روحی و جسمی قرار داشتند.
من یک بار برای مداوا آنان به زندان رفتم. او در دفتر خاطرات خود به نام‌های «تنکجیان، سوقیگیان، بوجانسانیان و پروفسور دونابد لولجیان» اشاره می‌کند.»
او در ادامه می‌نویسد:
«مردان میانسال و مسن خارپرت به زندان دیگری در حوالی آن شهر به نام «مِزْرِه» فرستاده بودند. در میان آنان به مردی برخوردم که نام آن هاکوپ بنیان بود مردی ضعیف و خسته از راهپیمائی طولانی. هاکوپ برای پرستار پارملی تعریف می‌کند:زمانی که افسران برای دستگیری او به خانه‌اش آمده بودند از آنان خواسته بود که او را بکشند چون او نمی‌تواند مسافت طولانی را راهپیمائی کند. او به همراه همسر و سه دخترش مجبور به تبعید شده بودند.»
«به من دیگر اجازه نمی‌دادند برای مداوای زندانیان به زندان خارپرت بروم. خبرهای شکنجه زندانیان را از طریق یک دارو فروش به ما می‌رسید. ما اطلاع پیدا کردیم که تعداد زندانیان ۸۰۰ نفر می‌باشند و قرار است آنان را در چهار گروه دویست نفری تبعید شوند. در حالی که مردان در زندان هستند در میدان مرکزی شهر زنان و کودکان و جوانان آن شهر را جمع کرده بودند و آماده تبعید بودند.»

## قتل‌عام
در ماه مهٔ سال ۱۹۱۵ میلادی پیش از اخراج ساکنان ارمنی شهر، نیروهای عثمانی به بهانهٔ اینکه ارمنی‌ها در منازل و مغازه‌های خود اسلحه مخفی کرده بودند به آن شهر یورش بردند. «کارل الیس واندل» وزیر دانمارک در استانبول، در ۳ ژوئیهٔ ۱۹۱۵ می‌نویسد: «نیروهای عثمانی ۴۸ ساعت به کشیش کلیسای شهر خارپرت فرصت داده بودند تا شهر را به سوی بیابان‌های سوریه ترک کنند. کارل الیس در طی کشتار ارمنی شهر اذعان می‌کند که به او گزارش شده بود، حدود ۱٬۷۰۰ خانوادهٔ ارمنی از شهر دیاربکر و اورفه اخراج شدند و طی گزارشی ۶٬۰۰۰ ارمنی در اطراف شهر آنگورا (آنکارا) به قتل رسیدند. ارمنیان پس از تخلیهٔ شهر اموال و دارایی‌های رهاشده، توسط نیروهای ترکان عثمانی و کُردها غارت شدند.»